# Uridin
Uridin je jedan od četiriju nukleozida. Spada u nukleozide pirimidinskih baza zajedno s citidinom. Uridin ulazi u sastav ribonukleinske kiseline, a u DNK namjesto uridina dolazi timidin.
Tvore ga baza uracil i šećer riboza.
Uridinov derivat koji je važan u staničnoj biologiji jest uridin-trifosfat (UTP) čija se uloga vidi u biosintezi oligosaharida i polisaharida poput glikogena.